# Bezirk Sigulda (2003–2021)
Der Bezirk Sigulda (Siguldas novads) war ein Bezirk in Lettland, der von 2003 bis 2021 existierte. Bei der Verwaltungsreform 2021 wurde der Bezirk in einen neuen, größeren Bezirk Sigulda überführt.

## Geographie
Das Bezirksgebiet lag im Zentrum des Landes und teilweise im Nationalpark Gauja.

## Bevölkerung
Der Bezirk bildete sich 2003 aus der Stadt Sigulda, der Landgemeinde Sigulda sowie der Gemeinde More. 2009 kam noch die Gemeinde Allaži hinzu. Am 1. Juli 2014 waren in dem Verwaltungsbezirk insgesamt 18.271 Einwohner gemeldet.

## Nachweise
1. ↑  Vides aizsardzības un reģionālās attīstības ministrija (Ministerium für Naturschutz und Regionalentwicklung), Karten und Auflistung der Verwaltungseinheiten, abgerufen am 20. Juli 2021